# Hessville
Hessville – jednostka osadnicza w Stanach Zjednoczonych, w stanie Ohio, w hrabstwie Sandusky.